# Love at First Sting
Love at First Sting es el noveno álbum de estudio de la banda alemana de hard rock y heavy metal Scorpions, publicado en 1984 en Europa por los sellos Harvest/EMI y en los Estados Unidos por Mercury Records. Su grabación estuvo marcada por los dimes y diretes entre el productor Dieter Dierks y los miembros de la banda; aunque la historia es confusa, se sabe que hubo críticas al desempeño de Francis Buchholz. El bajista señaló que Dierks estaba molesto por la renegociación que hizo Scorpions con su compañía Breeze Music después del éxito de Blackout (1982), por lo que el productor, a modo de venganza, quiso prescindir de él y del baterista Herman Rarebell. En abril de 1983, con la ayuda de los exmúsicos de Rainbow Bobby Rondinelli y Jimmy Bain, en reemplazo de Rarebell y Buchholz respectivamente, la banda grabó todas las canciones en los Polar Studios de Estocolmo. No obstante, a finales del mismo año, Scorpions regrabó todo el material en los estudios Dierks con máquinas digitales de 32 pistas.
Musicalmente presenta un estilo muy parecido a Blackout, aunque con un enfoque más simple y comercial, creado con el objetivo de tener éxito en los Estados Unidos. Recibió críticas favorables por parte de la prensa especializada, que destacó principalmente su sonido y sus sencillos «Rock You Like a Hurricane», «Still Loving You» y «Big City Nights». Comercialmente, es considerada como una de sus producciones más exitosas, ya que entró entre los diez álbumes más vendidos en las listas musicales de Alemania, Estados Unidos, Finlandia y Francia, y marcó el debut de Scorpions en los conteos de Austria, España, Nueva Zelanda y Suiza. De igual manera, obtuvo certificaciones de disco de oro y platino en varios países; por ejemplo, en 1995 el organismo estadounidense Recording Industry Association of America (RIAA) le confirió un triple disco de platino, por vender más de tres millones de copias.
Para promocionarlo se publicaron cuatro sencillos: «Rock You Like a Hurricane», «Still Loving You», «Big City Nights» y «I'm Leaving You» (este último, solo en el mercado estadounidense). La power ballad «Still Loving You» fue la más exitosa, sobre todo en los mercados europeos, pero particularmente en Francia, donde llegó a la cima de la lista musical nacional y menos de un año la Syndicat National de l'Édition Phonographique (SNEP) lo certificó de disco de platino, en representación a más de un millón de copias vendidas. Asimismo, los cuatro contaron con videoclips; sin embargo, el de «Big City Nights» se editó en 1985 con el fin de promocionar el álbum en vivo World Wide Live. 
La respectiva gira de conciertos, iniciada el 23 de enero de 1984 en Birmingham (Reino Unido), tuvo una gran aceptación, porque se estima que durante las presentaciones de ese año reunió a 2,2 millones de personas. El tour se extendió con varias presentaciones en festivales de música durante 1985 y 1986, entre las cuales destacan el primer Rock in Rio de Río de Janeiro (15 y 19 de enero de 1985) y el Monsters of Rock en Inglaterra (16 de agosto de 1986) y sus ediciones en Suecia (23 de agosto de 1986) y Alemania (30 y 31 de agosto de 1986). Con más de 180 conciertos, la gira culminó el 5 de septiembre de 1986 en Madrid. Por otro lado, en 2015, como parte de la celebración del 50.° aniversario de la banda, se remasterizó con cinco pistas adicionales: las versiones demo de «Still Loving You» y «Coming Home» y de tres canciones descartadas, un disco compacto con su presentación en vivo en el Madison Square Garden de Nueva York y un DVD que incluye videoclips y un breve documental sobre el álbum.

## Antecedentes

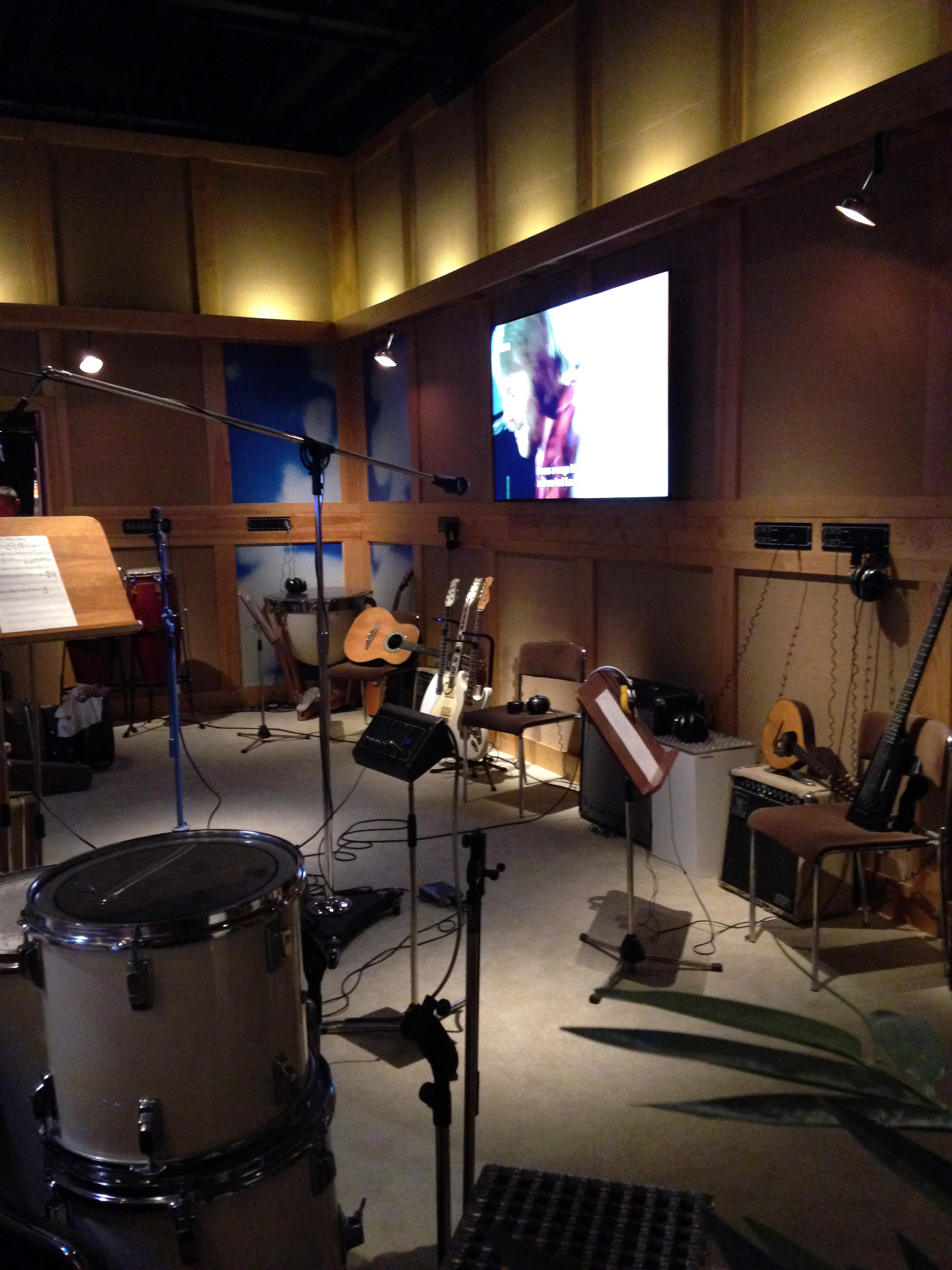
Inicialmente, Scorpions decidió grabar el álbum en los estudios Polar en Estocolmo (Suecia)

En 1981, después de la gira promocional del álbum Animal Magnetism (1980), la banda arrendó una casa en Grasse, al sur de Francia, para trabajar en una nueva producción discográfica. Allí, Klaus Meine comenzó a tener problemas con su voz; primero no podía alcanzar los tonos altos ni mantener su registro y la situación empeoró con los días a tal punto que ya no podía hablar. Aunque pensó en dejar la banda, sus compañeros lo motivaron para que buscara una solución y así Meine se sometió a dos cirugías en sus cuerdas vocales y a un largo reentrenamiento que duró varios meses. A finales de 1981, con su voz recuperada, Meine participó de las grabaciones del octavo álbum de estudio Blackout, publicado el 29 de marzo de 1982.
Gracias a Blackout, Scorpions gozó de un éxito comercial en varios mercados mundiales. Particularmente en los Estados Unidos, donde consiguió el puesto 10 en la lista Billboard 200 y llegó a ser la primera producción en su carrera en recibir un disco de oro por parte de la Recording Industry Association of America (RIAA), el 24 de junio de 
1982. Asimismo, «No One Like You», uno de los tres sencillos del álbum, alcanzó el primer lugar en el Mainstream Rock Tracks de la revista Billboard. Sumado a ello, la respectiva gira de conciertos también tuvo una positiva aceptación, ya que con presentaciones por los Estados Unidos, Canadá, 
Japón y varios países de Europa, reunió a 1,5 millones de personas. Este éxito internacional motivó a la banda a renegociar su contrato con la empresa Breeze Music, propiedad del productor Dieter Dierks, que le otorgó más derechos a Scorpions.
A principios de 1983, los músicos se reunieron en los estudios Dierks en Colonia (Alemania) para trabajar en una nueva producción. No obstante, al poco tiempo decidieron buscar otro lugar porque estaban un «poco aburridos» de grabar siempre en el mismo recinto. Con la premisa de que tuviese similares o mejores instalaciones, un conocido les recomendó los Polar Studios en Estocolmo (Suecia), cuyos dueños eran los miembros de ABBA. El vocalista Klaus Meine señaló que les gustó desde un principio, porque tenía un equipo de grabación de última generación.

## Grabación
Después de varios años de una estrecha colaboración, para entonces la relación entre la banda y el productor estaba mostrando los primeros signos de desgaste. Si bien la historia es confusa, con dimes y diretes de las distintas partes, lo cierto es que había críticas al desempeño de Francis Buchholz. Según el bajista, el problema comenzó después de la renegociación entre Scorpions y Breeze Music, en la que él jugó un papel importante, así que a modo de venganza, Dierks quería grabar el álbum con «músicos contratados» para reemplazarlos a él y a Herman Rarebell. Por su parte, Rarebell comentó que querían cambiar a Buchholz porque no estaban contentos con su manera de tocar y él propuso a Jimmy Bain, exintegrante de Rainbow. Reunidos primeramente en Hannover, en abril de 1983, la banda, Dierks, y Bain en vez de Buchholz, viajaron a Estocolmo para iniciar el proceso de grabación.
Al poco tiempo después, Rarebell pidió dos semanas de descanso porque se encontraba «muy enfermo»; aunque años más tarde él confirmó que su ausencia se debió en realidad a un problema severo con el alcohol y ese tiempo lo pasó en una clínica de rehabilitación en Estocolmo. Para cubrir el puesto de baterista, «a espaldas suyas» según Rarebell, el guitarrista Rudolf Schenker invitó a Bobby Rondinelli, a quien conocía de hace años. Con Bain y Rondinelli, la banda grabó en un par de días todas las pistas del álbum, proceso que les llevó cerca de seis semanas, según Jabs. Mientras estaban en Suecia, recibieron la oferta de tocar en la segunda versión del US Festival, lo que resultó al final en una breve gira por los Estados Unidos para la segunda quincena de mayo de 1983. Esto los obligó a replantear las disputas internas, reconocer responsabilidades y retomar confianzas, así que luego del quiebre ocurrido en abril, los cinco músicos de la banda volvieron a juntarse en California para dar las cinco presentaciones agendadas.
Por años se instaló la controversia sobre si las partes de bajo y batería grabadas en Suecia quedaron en el producto final o no. Rarebell señaló que, aunque los exmúsicos de Rainbow habían realizado una excelente labor, el resultado «ya no sonaba a Scorpions, [el sonido] estaba muy atareado, ya no había groove». Buchholz, por su parte, comentó que fue «un experimento que no funcionó para nada, en otras palabras; esas grabaciones hechas por Dieter fueron un desastre». A finales de 1983, de regreso en los estudios Dierks, Buchholz y Rarebell regrabaron las partes de bajo y batería respectivamente, sin la compañía de los demás músicos y guiados solo por una pista de guitarras y voces.
Al final, ninguna de las pistas registradas en Estocolmo se ocuparon en el álbum, ya que Scorpions regrabó todo el material en los estudios Dierks. Dieter Dierks poseía las primeras grabadoras digitales de 32 pistas de Alemania, que «significaba no más ruido de cinta, no más problemas de Dolby», según Buchholz. Esto le dio un valor extra promocional al disco porque el sello añadió una nota especial en la cubierta plástica anunciando que era uno de los primeros álbumes de hard rock grabados digitalmente. No obstante, Schenker no quedó conforme con el resultado porque consideró que «el sonido de las guitarras era muy débil». Por ser una de las primeras máquinas, el proceso era muy diferente al actual, ya que tenían que registrar los instrumentos primero en análogo y luego pasarlo a digital, en cuyo proceso se perdía «el gran sonido de las guitarras». El nuevo proceso de grabación, como también la mezcla, tomó alrededor de tres meses. Schenker recuerda que mezclaron la última canción a las 8:00 AM el 14 de enero de 1984 y a las 9:40 tomaron un avión hacia Birmingham (Reino Unido) para iniciar los preparativos de la gira Love at First Sting Tour.

## Composición

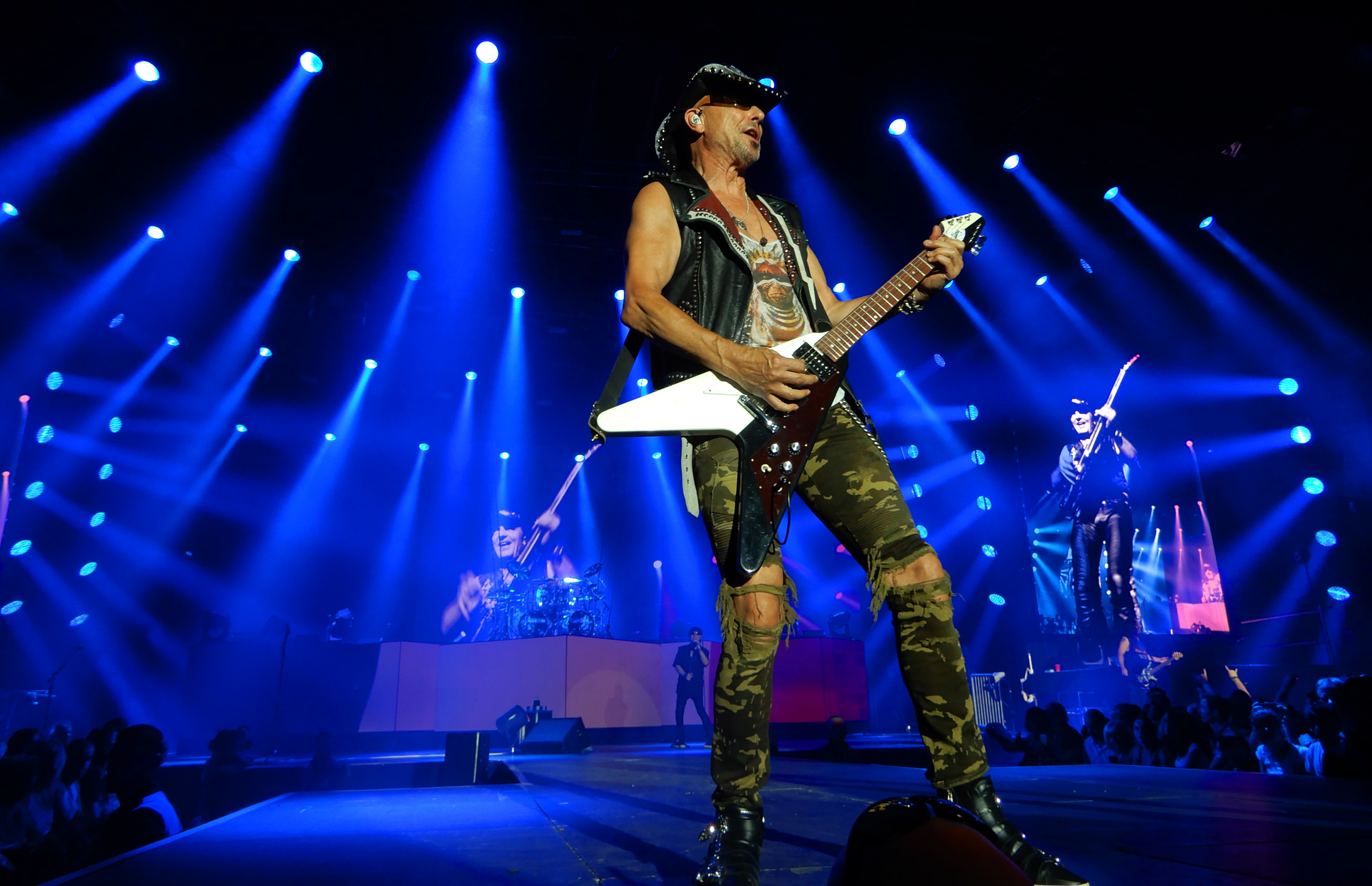
El guitarrista Rudolf Schenker compuso la música de todas las canciones del álbum

Debido al éxito de Blackout, Breeze Music le pidió a la banda que escribiera «canciones amigables con la radio», con el fin de tener un mayor airplay. Rarebell comentó que por esa razón el álbum «tiene un lado más comercial». Para complacer al management, el baterista señaló que pusieron atención a lo que tocaban las radios estadounidenses, aunque se dieron cuenta de que podían escribir temas comerciales, pero a su vez rápidos. Schenker, por su parte, destacó que Love at First Sting «tuvo el balance perfecto entre canciones de rock y power ballads» y citó, como ejemplos, a «Rock You Like a Hurricane» y «Still Loving You» respectivamente.
El álbum parte con «Bad Boys Running Wild», escrita por Meine, Rarebell y Schenker, que según el baterista refleja esta «comercialidad» que quería Breeze. En su introducción posee un solo de guitarra, que al principio no formaba parte de la canción. Como querían una «apertura especial», Jabs lo creó con una guitarra acústica mientras observaba el Mar del Norte. Años más tarde, el músico señaló que esa fue su primera guitarra Ovation de 1975. El crítico Martin Popoff comentó que era «aceptable mas no abrumadoramente impresionante» con unos «power chords roqueros y simples» y una letra que «encaja con la idea de las fiestas roqueras en la industria musical», popularizada por las bandas de Los Ángeles de aquel entonces. No obstante, la parte interpretativa de Rarebell ayuda a «mantener el lado alemán al margen». La letra de «Rock You Like a Hurricane» la comenzó Rarebell y trata sobre la actitud y la sexualidad, sin embargo, Meine se encargó de repasarla en varias oportunidades hasta conseguir la correcta. Conocida como la canción más grande de la banda, en cuanto a metal según Popoff, esta fue la encargada de popularizar el álbum, gracias a su edición como sencillo en febrero de 1984 y luego a su videoclip. «I'm Leaving You» es la otra pista que el baterista consideró como comercial, porque a pesar de que posee una introducción y un riff lo «suficientemente alemán», una vez que «aparece el primer verso, la guitarra rasguea suavemente y la melodía vocal evoca un proto-hair metal». En efecto, Meine señaló que tiene un «toque pop». Popoff señala que este cambio repentino en la canción «profundiza un disgusto dentro de las filas de los fanes más leales».
«Coming Home», mitad balada y mitad roquera, tiene una letra que mucha gente malinterpreta, porque no trata de volver a casa, sino todo lo contrario. Schenker mencionó que concibieron la idea después de presentarse en el US Festival, donde se dieron cuenta de que su «verdadero hogar era el escenario, frente a su público»; «volver a la carretera a donde pertenecemos», según Meine. Si bien abre como una «balada triste», rápidamente se convierte en un tema de rock rápido, con un «riff de guitarra simple y una letra aún más sencilla». «The Same Thrill» es igual de rápida, aunque más metalera, con un «dinamismo en su riff de solo dos notas», las cuales se callan cuando el verso aparece. Esta la crearon en Estocolmo luego de que Schenker les propuso componer algo que tuviese la «misma energía» de «Now!» del álbum Blackout. Gracias a «su pesadez, al excelente sonido y a la interpretación llenas de guitarras», tanto «Coming Home» y «The Same Thrill» son ideales para el headbanging de acuerdo con Popoff.
«Big City Nights» es un «hard rock comparable a "Bad Boys Running Wild"», con una letra escrita por Meine que «recuerda el estilo compositivo de Rarebell». La inspiración vino después de que tuvieron una fiesta en un hotel de Tokio en 1982; Schenker relató que cuando se fue acostar corrió las cortinas de su habitación y, a través de su ventana, vio la ciudad con la luz del sol asomando por el horizonte. Luego de llamar a Meine para que también lo observara, a él se le ocurrió relatar una historia acerca de la vida nocturna en las grandes ciudades. Buchholz contó que se hizo para ser reproducida en las radios estadounidenses, «porque sabíamos que podíamos conquistar, entre comillas, a los Estados Unidos, solo con la radio». Esta es la primera de las tres canciones del álbum —junto a «As Soon as the Good Times Roll» y «Still Loving You»— en que Schenker toca el solo de guitarra, en vez de Matthias Jabs.
Las dos siguientes canciones, «As Soon as the Good Times Roll» y «Crossfire», «brindan un tono y una dimensión al álbum», con los guitarristas entregando todas sus facultades. De acuerdo con Popoff, no figuran «en un contexto de heavy metal de memoria ni en uno de hard rock amigable con la radio» y ambas «usan elementos atmosféricos (...) y tienen un sentido de madurez y una valentía creativa». La primera «dentro de un ritmo reggae», la segunda, «impulsada por una marcha militar, apropiadamente irónico para los sentimientos de antiguerra de Klaus». El ritmo militar interpretado por la caja de la batería de Rarebell, lo grabaron en 99 pistas. Sobre esta última, Meine la llamó «un comentario sobre el recrudecimiento de las armas nucleares (...) una súplica de paz». Además, señaló que era relevante para él «porque Alemania estaba atrapado de cierta manera entre los superpoderes. Estábamos en el fuego cruzado». Popoff consideró: «Es justo aquí [refiriéndose a ambas canciones] donde un metalero intransigente posiblemente podría ubicar y atribuir respeto por el álbum, a pesar de la falta de metal».
Como era habitual en las producciones de Scorpions, el álbum cierra con una power ballad, en este caso «Still Loving You». Schenker comentó que la historia de su creación es similar a la «No One Like You» de 1982, porque tardó entre seis y siete años en lograr la calidad suficiente para ser incluida en un álbum. El guitarrista recordó que en 1983 la presentó nuevamente al resto de la banda y al final logró que se motivaran a trabajar en ella. Como Meine quería añadirle una letra especial, él se fue a los campos nevados y volvió con la idea en mente. Relata «una historia de amor, donde ellos reconocen que han terminado pero quieren tratar de nuevo», según Schenker.

## Lanzamiento y portada

Rudolf Schenker quería a Helmut Newton para que realizara la portada, porque le gustaba su estilo artístico de desnudos en blanco y negro. En la imagen, parte de su obra en el Museo Helmut Newton

Love at First Sting salió a la venta el 27 de marzo de 1984 a través de los sellos Harvest/EMI para Europa y por Mercury Records para los Estados Unidos. La compañía alemana Kochlowski GmbH diseñó la portada, mientras que Helmut Newton realizó la fotografía. Schenker quería trabajar con Newton porque consideraba que podría brindarles una «obra increíble», debido a su estilo artístico plagado de glamour y desnudos. Como el fotógrafo estaba de moda, esta colaboración hizo que Scorpions llegara a otras personas que no habían llamado la atención por medio de su música, como también a determinadas publicaciones periodísticas, como Time, porque «todos los intelectuales aceptaban a Newton» según Rarebell. La fotografía en blanco y negro muestra a una pareja abrazada parcialmente vestida, mientras el hombre le tatúa a ella un escorpión en su muslo izquierdo. Jim Lewis, vicepresidente de marketing de PolyGram, empresa matriz de Mercury Records, señaló que habían realizado una segunda portada en caso de que la original ofendiera a los distribuidores, no obstante, mantuvieron la primera porque no la vieron como «pornográfica», sino como «artística».
Para entonces, las grandes cadenas de tiendas como Walmart y Kmart habían logrado posicionarse como uno de los vendedores más importantes de álbumes en los Estados Unidos, por lo que tenían el poder suficiente para poner condiciones a las discográficas si es que querían distribuir sus discos. Uno de estos criterios era que las portadas y letras de las canciones no ofendieran a sus clientes, lo que derivaba, en ocasiones, en modificaciones o censuras. Uno de los primeros casos ocurrió precisamente con la portada de Love at First Sting porque Walmart afirmó que sus clientes se quejaron por el contenido de la imagen. Aunque Lewis contó que no hubo otras quejas de los demás distribuidores, la molestia de Walmart era suficiente para mermar las ventas del álbum. Cabe indicar que, para entonces, más de un millón de copias con la portada original ya habían sido vendidas en los Estados Unidos y los músicos fueron los últimos en enterarse de la modificación del arte. Para evitar mayores problemas, PolyGram optó por cambiar la portada por una fotografía en blanco y negro de los cinco músicos de la banda, que originalmente figuraba en la parte interna del disco. De hecho, aquella fotografía la tomó Newton en una sesión en París (Francia). Aunque esta nueva imagen no consiguió la calidad de la original, el crítico Martin Popoff señaló que resultó ser una de las mejores fotografías que les hayan tomado a la banda, porque estaban «todos vestidos de cuero y con una determinación palpable de rock and roll».

## Promoción

### Sencillos
Durante 1984 se publicaron cuatro sencillos para promocionar el álbum: «Rock You Like a Hurricane», «Still Loving You», «Big City Nights» y «I'm Leaving You». Publicado el 9 de febrero, «Rock You Like a Hurricane» ayudó a popularizar el álbum, no obstante, y a pesar de ser una de las canciones más populares de la banda, su éxito en las listas musicales fue regular. En Europa, solo ingresó en los conteos del Reino Unido y Francia en los puestos 78 y 17 respectivamente, mientras que en los Países Bajos alcanzó la casilla 47 recién en 1987. Asimismo, en los Estados Unidos llegó hasta el puesto 25 en el Hot 100 y al 5 en el Mainstream Rock Tracks, ambas desarrolladas por la revista Billboard. «Still Loving You», publicado inicialmente en junio y luego reeditado en noviembre, tuvo una positiva aceptación principalmente en los mercados europeos, por ejemplo, se ubicó entre los diez sencillos más vendidos en las listas de Bélgica, Países Bajos y Suiza. A su vez, en Francia, alcanzó la cima del conteo musical nacional y antes de terminar el año la Syndicat National de l'Édition Phonographique (SNEP) lo certificó de disco de platino, luego de vender más de un millón de copias.
El 20 de agosto salió al mercado «Big City Nights», y únicamente entró en las listas UK Singles Chart del Reino Unido y Mainstream Rock Tracks de los Estados Unidos, ubicándose en las casillas 76 y 14 respectivamente. Por último, y solo en los Estados Unidos, se editó «I'm Leaving You» que llegó hasta puesto 56 en el Mainstream Rock Tracks. Por su parte, los cuatro sencillos tuvieron videoclips, aunque el de «Big City Nights» se publicó en 1985 con el objetivo de promocionar el álbum en vivo World Wide Live.

### Gira de conciertos

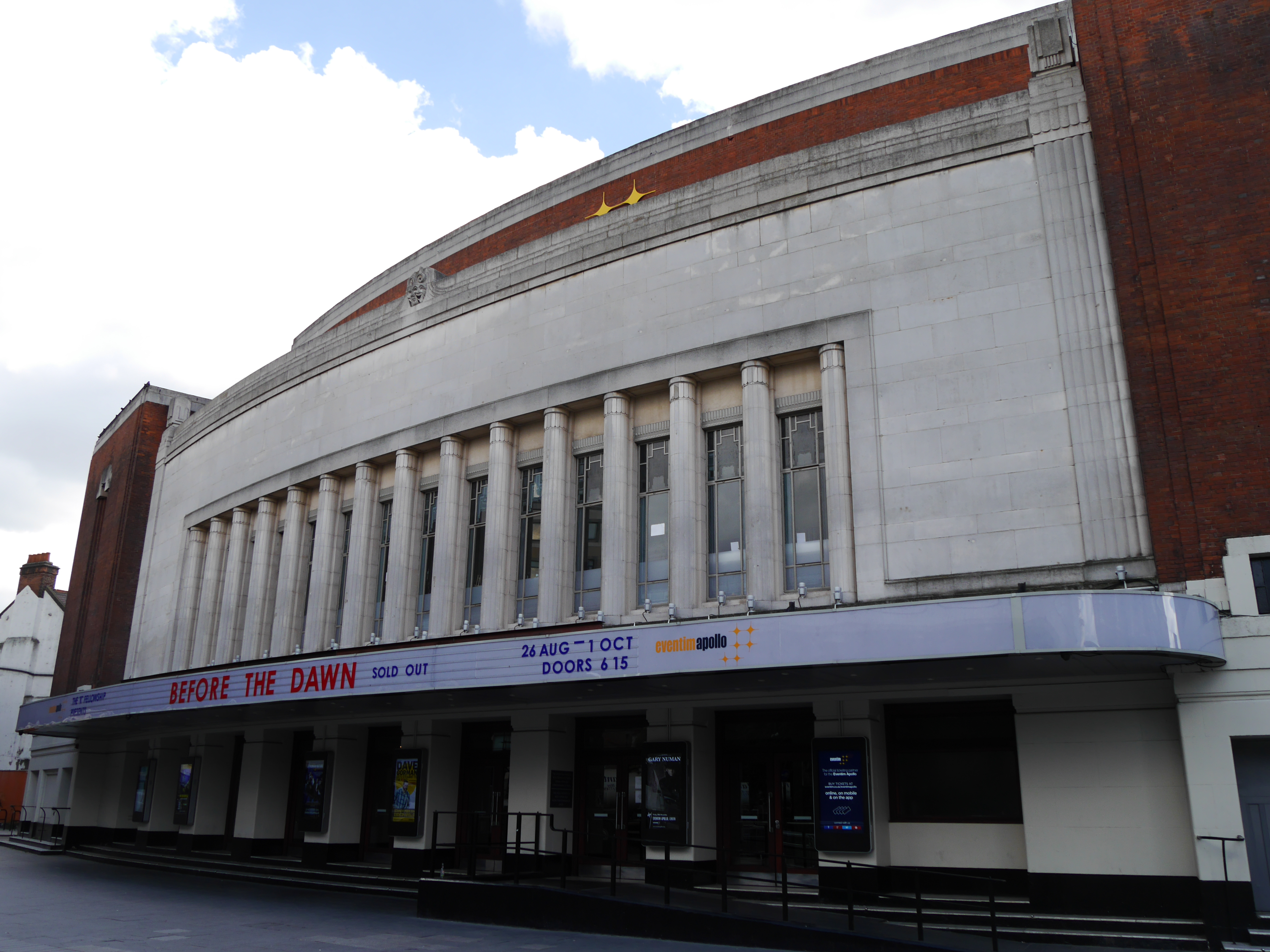
El Hammersmith Odeon de Londres (Reino Unido) fue uno de los recintos en donde la banda tocó en vivo para promocionar el álbum

La gira promocional Love at First Sting Tour comenzó el 23 de enero de 1984 en Birmingham (Reino Unido). Para entonces, el álbum debía estar editado, pero las desavenencias entre el productor y la banda durante el proceso de grabación, atrasó todos los planes. Como terminaron tarde la mezcla del álbum, el 14 de enero según Schenker, varios aspectos de la organización de la gira también se retrasaron; por ejemplo no tuvieron tiempo para ensayar las canciones que interpretarían y la estructura del escenario no estaba lista para cuando empezó la gira. Meine contó que tuvieron un «incómodo comienzo» y, aunque consideraron cancelar las presentaciones en el Reino Unido, optaron por adaptarse a los inconvenientes y seguir adelante, con el fin de no decepcionar a sus fanáticos británicos. Aunado a ello, la banda no quedó conforme con el escenario —construido en los Estados Unidos— una vez que llegó al Reino Unido. De acuerdo con la revista Kerrang!, este consistía en un escorpión gigante y costó 20 000 £. Por ello, desecharon el concepto original y la compañía británica Light & Sound Design les construyó uno nuevo, pero no estuvo disponible hasta el 1 de febrero, antes de tocar en el Hammersmith Odeon de Londres.
A pesar de los problemas, la banda tocó todas las presentaciones por el Reino Unido, como también en Bélgica y Francia, antes de iniciar la sección por Norteamérica el 17 de marzo en Rapid City (Estados Unidos). Con decenas de conciertos por los Estados Unidos y Canadá, entre marzo y septiembre —con unos días en Japón en agosto de por medio—, la revista Billboard los consideró, después de Van Halen, como el artista de hard rock y heavy metal en gira más exitoso durante el primer semestre de 1984. Después de un espectáculo en la ciudad japonesa de Osaka (6 de septiembre), desde el 26 de octubre dieron varias presentaciones por algunos países de Europa continental; el último show del año lo dieron el 3 de diciembre en Hamburgo (Alemania). De acuerdo con The Washington Post, la banda se presentó ante más de 2,2 millones de personas en 1984. Posteriormente, la banda sumó más presentaciones, destacando su participación en los festivales Rock in Rio en Río de Janeiro (15 y 19 de enero de 1985); Knebworth Park en Knebworth (22 de junio de 1985); Day on the Green en Oakland (31 de agosto de 1985) y el Monsters of Rock en Inglaterra (16 de agosto de 1986) y sus ediciones en Suecia (23 de agosto de 1986) y en Alemania (30 y 31 de agosto de 1986). Con más de 180 conciertos, el Love at First Sting Tour terminó el 5 de septiembre de 1986 en Madrid (España).

## Recepción

### Crítica especializada
Love at First Sting recibió reseñas favorables por parte de la prensa especializada, tanto de la época como contemporánea. La revista Billboard lo citó como uno de los álbumes destacados de la semana del 10 de marzo de 1984 y llamó a sus canciones consistentes, donde: «Scorpions puede presumir de ayudar a revitalizar el mercado del hard rock como uno de los primeros ejemplos de la segunda generación del género». La publicación canadiense RPM mencionó: «El sonido es muy duro, por lo que el momento es perfecto con el regreso de esta forma de música» y denominó como canciones «claves» a «Bad Boys Running Wild», «Rock You Like a Hurricane», «Big City Nights» y «Crossfire». El periódico británico Music Week comentó que es una «fuerte continuación del muy exitoso álbum Blackout. Pistas tales como "Bad Boys Running Wild", "Rock You Like A Hurricane" y "Crossfire" son algunas de las mejores hasta ahora de los roqueros alemanes». Kurt Loder, de la revista Rolling Stone, destacó a Matthias Jabs, a quien consideró «un verdadero guitarrista "monstruo", en el molde clásico del heavy metal», como también a Klaus Meine, quien posee «una sutileza inusual y un control tonal considerable». No obstante, fue crítico con la actuación como guitarrista líder de Rudolf Schenker porque «su estilo más lánguido, arraigado en los años sesenta, en ocasiones está en desacuerdo con la dinámica de la banda (...)». Sobre el álbum mencionó que «ofrece algunas armonías vocales de colores ingeniosos» y «los devotos del heavy metal deberían disfrutarlo, e incluso los escépticos de heavy metal podrían golpear sus cabezas en tributo a la pura exageración de todo».
Barry Weber del sitio AllMusic opinó que el álbum «les trajo [a Scorpions] su sencillo más importante de la década, el hábil himno "Rock You Like a Hurricane", con algunas canciones muy subestimadas para respaldarlo» como la «emocionante "Bad Boys Running Wild"», «la memorable "Big City Nights"» y «la que podría ser la mejor balada de la banda, la desgarradora "Still Loving You"». Con todo ello, Weber estimó que «Love at First Sting es definitivamente una visita obligada para todos los fanáticos de los Scorpions». Por su parte, en la crítica elaborada por la revista alemana Rock Hard dijo sobre su sonido: «está más americanizado (...) probablemente apunta al metal de los Estados Unidos», con una primera parte «bastante buena». Aunque no la «convenció mucho»; «en general, el sonido típico de Scorpions está representado en Love At First Sting, pero suena mucho más completo que en los discos anteriores». El crítico Martin Popoff destacó a «Rock You Like a Hurricane», pero en su conjunto el álbum no está a la altura porque «tiene un peso más ligero y simple que su predecesor, Blackout, sin embargo, amplia aún más la base [exitosa] de la banda».
Eduardo Rivadavia, en su lista de los álbumes de la banda ordenados de peor a mejor desarrollada para Ultimate Classic Rock, posicionó a Love at First Sting en el cuarto lugar. En su respectiva reseña lo consideró su «álbum más exitoso», que «coronó su largo y constante ascenso (...) al estrellato mundial» con ventas multiplatino y buenas posiciones en las listas de éxito; «este LP todavía está lleno de emoción, después de todos estos años». En un recuento similar, Malcolm Dome de Classic Rock lo ubicó en el puesto dos, porque «...está repleto de canciones de alta calidad que tocaron la fibra sensible del mercado estadounidense pero conservaron sus raíces europeas», además mencionó que «el metal fiestero de "Bad Boys Running Wild", el tributo de los fanáticos "Coming Home" y la sentida balada "Still Loving You" demostraron ser ganadores, no solo en el disco sino también en el escenario». Fraser Lewry de la misma publicación, en la revisión a los álbumes remasterizados para celebrar el 50° aniversario de la banda, indicó «sube a alturas similares [de Blackout] y presenta la brillante "Rock You Like A Hurricane" y otra gran balada, "Still Loving You"». Por su parte, la revista en línea Loudwire comentó que con este disco «Scorpions se había adaptado por completo a la creciente popularidad del heavy metal comercial» y destacó a la «inmortal "Rock You Like a Hurricane"», a la «siempre pegadiza "Big City Nights" y el sórdido juego de "Bad Boys Running Wild"».

#### Reconocimientos
Con el paso de los años, distintos autores y medios especializados han posicionado a Love at First Sting entre los mejores álbumes de hard rock y heavy metal. A continuación una lista de algunas de ellas:
| Autor                     | Año  | Reconocimiento                                        | Puesto | Ref.   |
| ------------------------- | ---- | ----------------------------------------------------- | ------ | ------ |
| Classic Rock/Metal Hammer | 2006 | Los 200 más grandes álbumes de los ochenta            | —      | [ 74 ] |
| Loudwire                  | 2022 | Los 80 álbumes de hard rock+metal de los años 1980    | 70     | [ 73 ] |
| Loudwire                  | 2018 | Los 50 álbumes de los ochenta (elección de electores) | 41     | [ 75 ] |
| Martin Popoff             | 2004 | Los 500 álbumes de heavy metal de todos los tiempos   | 115    | [ 76 ] |
| Musikexpress              | 2001 | Los 100 mejores álbumes alemanes                      | 91     | [ 74 ] |
| Rock Hard                 | 2001 | Top 300 Álbumes                                       | 254    | [ 77 ] |
| Rock & Folk               | 2014 | Los 555 álbumes de 1954-2014                          | —      | [ 74 ] |

### Comercial
Una vez que salió al mercado, Love at First Sting consiguió buenas posiciones en los principales mercados mundiales. En Alemania logró el puesto 6 en el Media Control Charts y en 1985 la Bundesverband Musikindustrie (BVMI) le confirió un disco de oro por vender más de 250 000 copias. De acuerdo con la revista Billboard, entre 1984 y 1985 finalmente Scorpions logró el éxito en su propio país después de años de carrera, debido a las certificaciones de este álbum y de Lovedrive, ocurrida en 1984. En Francia alcanzó el puesto 4 en la lista musical nacional y la Syndicat National de l'Édition Phonographique (SNEP) lo certificó de disco de platino en representación a 400 000 copias comercializadas. De igual manera, el 10 de febrero de 1985 alcanzó la novena casilla en el Schweizer Hitparade de Suiza, donde también obtuvo un disco de oro. En el Reino Unido llegó hasta el puesto 17 en el UK Albums Chart y, en su momento, vendió alrededor de 30 000 unidades. En los demás países europeos, se situó en la cuarta posición del Suomen virallinen lista de Finlandia; en la décima séptima del Sverigetopplistan de Suecia y en la trigésima del Dutch Top 100 Albums de los Países Bajos. Asimismo marcó el debut de Scorpions en las listas Ö3 Austria Top 40 de Austria y Top 100 Álbumes de España, porque alcanzó los puestos 19 y 18 respectivamente.
El 30 de abril de 1984 se situó en la casilla 7 del European Top 100 Albums de la recientemente creada revista Eurotipsheet; con 55 semanas en total en la lista, su última aparición ocurrió el 8 de abril de 1985 en el puesto 100. Por su parte, también entró en la lista desarrollada por Oricon en Japón donde logró el puesto 25, mientras que la Recording Industry Association of Japan (RIAJ) lo certificó de disco de oro por vender más de 100 000 copias. En Nueva Zelanda, Love at First Sting es el único álbum de la banda en ingresar en el Official New Zealand Music Chart y únicamente consiguió el lugar 48 el 15 de julio de 1984. El 6 de junio de 1984 se situó en el lugar 15 en los Top 100 Albums de la revista RPM de Canadá. El 1 de junio de 1984 la entonces Canadian Recording Industry Association (CRIA) le entregó un disco de platino, mientras que el 5 de mayo de 1988 logró el doble platino en representación a 200 000 copias vendidas.
En los Estados Unidos, el 16 de junio de 1984 llegó hasta la sexta posición en el Billboard 200 y estuvo en la lista por 63 semanas en total. Igualmente, logró la séptima casilla en el Top 100 Albums de la revista Cashbox y la segunda en el Rock Albums de Billboard. El 30 de abril de 1984 la Recording Industry Association of America (RIAA) lo certificó de disco de platino y el 25 de octubre del mismo obtuvo el doble platino; este último hecho posicionó a Scorpions como la única banda en lograr esa hazaña en 1984. Más tarde, el 7 de agosto de 1995 consiguió el triple platino, en representación a tres millones de copias comercializadas, por lo que Love at First Sting es el álbum más vendido de la banda en ese país. Hasta septiembre de 1986 se estimó que las ventas del álbum a nivel mundial superaba las cuatro millones de copias.

## Edición del 50° aniversario
El 6 de noviembre de 2015, como parte de la celebración del 50° aniversario de la banda, el disco se remasterizó bajo el nombre de Love at First Sting 50th Anniversary. Esta reedición contó con cinco pistas adicionales: las versiones demo de «Still Loving You» y «Coming Home», y las maquetas de «Anytime (You Want It)», «Living at Night» y «First Sting Jam No. 1», canciones registradas durante el proceso de grabación, pero fueron descartadas del producto final. Adicional a ello, se incluyó un segundo disco con parte de la presentación en vivo de la banda en el Madison Square Garden de Nueva York, dado el 7 de junio de 1984 en el marco de la gira Love at First Sting Tour. Además, contenía un DVD con los videos musicales de «Rock You Like a Hurricane», «I'm Leaving You», «Still Loving You» y «Big City Nights», tres presentaciones en algunos programas de televisión y la versión en vivo de «Big City Nights» grabada en el Monsters of Rock de 1986. Por último, se incluyó un documental sobre la historia del álbum que posee entrevistas a Klaus Meine, Rudolf Schenker, Matthias Jabs y Herman Rarebell.

## Lista de canciones
| N.º | Título                           | Escritor(es)              | Duración |  |
| 1.  | «Bad Boys Running Wild»          | Schenker, Meine, Rarebell | 4:00     |  |
| 2.  | «Rock You Like a Hurricane»      | Schenker, Meine, Rarebell | 4:12     |  |
| 3.  | «I'm Leaving You»                | Schenker, Meine           | 4:20     |  |
| 4.  | «Coming Home»                    | Schenker, Meine           | 5:01     |  |
| 5.  | «The Same Thrill»                | Schenker, Meine           | 3:32     |  |
| 6.  | «Big City Nights»                | Schenker, Meine           | 4:10     |  |
| 7.  | «As Soon as the Good Times Roll» | Schenker, Meine           | 5:05     |  |
| 8.  | «Crossfire»                      | Schenker, Meine           | 4:37     |  |
| 9.  | «Still Loving You»               | Schenker, Meine           | 6:24     |  |

| Pistas adicionales en edición 50th Anniversary |                                        |                 |          |  |
| N.º                                            | Título                                 | Escritor(es)    | Duración |  |
| 10.                                            | «Coming Home» (versión demo)           | Schenker, Meine | 3:17     |  |
| 11.                                            | «Living at Night» (versión demo)       | Schenker, Meine | 4:14     |  |
| 12.                                            | «First Sting Jam No. 1» (versión demo) | Schenker, Jabs  | 1:25     |  |
| 13.                                            | «Anytime (You Want It)» (versión demo) | Schenker, Meine | 5:16     |  |
| 14.                                            | «Still Loving You» (versión demo)      | Schenker, Meine | 5:46     |  |

| Disco compacto adicional - Live at Madison Square Garden (Edición 50th Anniversary) |                             |                           |          |  |
| N.º                                                                                 | Título                      | Escritor(es)              | Duración |  |
| 1.                                                                                  | «Countdown»                 |                           | 1:58     |  |
| 2.                                                                                  | «Coming Home»               | Schenker, Meine           | 3:11     |  |
| 3.                                                                                  | «Blackout»                  | Schenker, Meine, Rarebell | 3:48     |  |
| 4.                                                                                  | «Bad Boys Running Wild»     | Schenker, Meine, Rarebell | 4:11     |  |
| 5.                                                                                  | «Loving You Sunday Morning» | Schenker, Meine, Rarebell | 4:45     |  |
| 6.                                                                                  | «Big City Nights»           | Schenker, Meine           | 5:14     |  |
| 7.                                                                                  | «Coast to Coast»            | Schenker                  | 4:58     |  |
| 8.                                                                                  | «Still Loving You»          | Schenker, Meine           | 5:52     |  |
| 9.                                                                                  | «Rock You Like a Hurricane» | Schenker, Meine, Rarebell | 4:20     |  |
| 10.                                                                                 | «The Zoo»                   | Schenker, Meine           | 8:05     |  |
| 11.                                                                                 | «Dynamite»                  | Schenker, Meine, Rarebell | 6:41     |  |

| DVD - Edición 50th Anniversary |                                                                                       |          |  |
| N.º                            | Título                                                                                | Duración |  |
| 1.                             | «Rock You Like a Hurricane» (video musical)                                           | 4:12     |  |
| 2.                             | «I'm Leaving You» (video musical)                                                     | 4:13     |  |
| 3.                             | «Big City Nights» (video musical)                                                     | 4:49     |  |
| 4.                             | «Still Loving You» (video musical)                                                    | 4:43     |  |
| 5.                             | «Still Loving You» (Peters Pop Show - 30 de noviembre de 1985)                        | 4:45     |  |
| 6.                             | «Rock You Like a Hurricane» (Peters Pop Show - 30 de noviembre de 1985)               | 4:10     |  |
| 7.                             | «Still Loving You» (Na Sowas! - 17 de octubre de 1984)                                | 4:23     |  |
| 8.                             | «Big City Nights» (Rock-Sommer, Monsters of Rock; Nürberg - 13 de septiembre de 1986) | 4:14     |  |
| 9.                             | «The Story of Love at First Sting» (documental)                                       | 36:23    |  |

## Posicionamiento en listas musicales
| País/Continente | Lista (1984-1985)                | Posición |
| --------------- | -------------------------------- | -------- |
| Alemania        | Media Control Charts             | 6        |
| Austria         | Ö3 Austria Top 40                | 19       |
| Canadá          | RPM Top 100 Albums               | 15       |
| España          | Top 100 Álbumes                  | 18       |
| Estados Unidos  | Billboard 200                    | 6        |
| Estados Unidos  | Billboard Rock Albums            | 2        |
| Estados Unidos  | Cashbox Top 100 Albums           | 7        |
| Europa          | European Top 100 Albums          | 7        |
| Finlandia       | Suomen virallinen lista          | 4        |
| Francia         | French Albums Chart              | 4        |
| Japón           | Japan Albums Chart               | 25       |
| Nueva Zelanda   | Official New Zealand Music Chart | 48       |
| Países Bajos    | Dutch Top 100 Albums             | 30       |
| Reino Unido     | UK Albums Chart                  | 17       |
| Suecia          | Sverigetopplistan                | 17       |
| Suiza           | Schweizer Hitparade              | 9        |
| País            | Lista (2006)                     | Posición |
| Francia         | French Albums Chart              | 30       |
| País            | Lista (2015)                     | Posición |
| Alemania        | Media Control Charts             | 46       |
| Bélgica         | Ultratop                         | 100      |
| España          | Top 100 Álbumes                  | 90       |
| Francia         | French Albums Chart              | 170      |
| Japón           | Japan Albums Chart               | 46       |
| País            | Lista (2020)                     | Posición |
| Francia         | French Albums Chart              | 209      |
| País            | Lista (2023)                     | Posición |
| España          | Top 100 Vinilos                  | 75       |
| País            | Lista (2024)                     | Posición |
| España          | Top 100 Vinilos                  | 38       |

| País           | Lista (1984)           | Posición |
| -------------- | ---------------------- | -------- |
| Alemania       | Media Control Charts   | 63       |
| Canadá         | RPM Top 100 Albums     | 41       |
| Estados Unidos | Billboard 200          | 29       |
| Estados Unidos | Cashbox Top 100 Albums | 21       |
| Francia        | French Albums Chart    | 12       |
| País           | Lista (1985)           | Posición |
| Alemania       | Media Control Charts   | 52       |

## Certificaciones
| País                     | Organismo certificador | Certificación     | Ventas certificadas | Ref.    |
| ------------------------ | ---------------------- | ----------------- | ------------------- | ------- |
| Alemania                 | BVMI                   | Oro               | 250 000             | [ 79 ]  |
| Canadá                   | CRIA                   | 2x Doble platino  | 200 000             | [ 93 ]  |
| Estados Unidos           | RIAA                   | 3x Triple platino | 3 000               | [ 97 ]  |
| Francia                  | SNEP                   | Platino           | 400 000             | [ 82 ]  |
| Japón                    | RIAJ                   | Oro               | 100 000             | [ 82 ]  |
| Suiza                    | IFPI - Suiza           | Oro               | 25 000              | [ 82 ]  |
| Certificaciones globales |                        |                   |                     |         |
| —                        | Rock & Pop Art Awards  | Oro               | 500 000             | [ 116 ] |

## Créditos
| - Klaus Meine: voz y coros - Rudolf Schenker: guitarra rítmica, guitarra líder en «Big City Nights», «As Soon as the Good Times Roll» y «Still Loving You», y coros - Matthias Jabs: guitarra líder y guitarra rítmica - Francis Buchholz: bajo y moog Taurus - Herman Rarebell: batería | - Dieter Dierks: producción - Dieter Dierks y Scorpions: mezcla - Gerd Rautenbach: ingeniería de sonido - Kochlowski GmbH: diseño de portada - Helmut Newton: fotografía |

Fuente: Contraportada de Love at First Sting